# Pione givrée
Pionus seniloides
Espèce
Synonymes
- Pionus tumultuosus seniloides (Massena & Souance, 1854)[2]
- Psittacus seniloides Massena & Souance, 1854[2]

Statut de conservation UICN

 LC  : Préoccupation mineure
Statut CITES
La Pione givrée (Pionus seniloides) est une espèce d'oiseaux du genre de la famille des Psittacidae.

## Systématique
L'espèce Pionus seniloides a été initialement décrite en 1854 par les ornithologues français François Victor Masséna (1799-1863) et Charles de Souancé (1823-1896) sous le protonyme de Psittacus seniloides.

## Description
Cet oiseau mesure 30 cm de longueur. Son plumage est généralement vert. Le front et la couronne sont gris blanchâtre, les plumes étant bordées de saumon. L'arrière de la tête, la nuque et les côtés du cou sont bleu-grisâtre, la base des plumes étant blanche et l'extrémité noir-violet. Les zones auriculaires sont gris sombre avec le centre des plumes rose blanchâtre. Les joues et la gorge sont blanchâtres avec de larges bordures gris-brun. Une bande rose sur la gorge se fond avec le gris-bleu brunâtre de la poitrine. L'abdomen est vert-brun grisâtre, chaque plume étant bordée de rouille. Les couvertures sous-caudales sont rouges. Le dessus des ailes est vert et le dessous vert terne. Les rectrices internes sont vertes, tout comme les externes avec l'extrémité bleu-rougeâtre terne et la base rouge. Le bec est de couleur corne clair. Les cercles oculaires sont gris et les iris bruns. Les pattes sont grises. Les immatures présentent les extrémités des plumes de la tête vertes, la gorge, la poitrine et l'abdomen verts, les couvertures sous-caudales avec des extrémités vertes et les iris sombres.

## Distribution
Cet oiseau peuple le Nord-Ouest du Venezuela, les Andes centrales de Colombie, au sud jusqu'à l'ouest[pas clair] de l'Équateur et au Nord-Ouest du Pérou.